# Mapa hexagonal

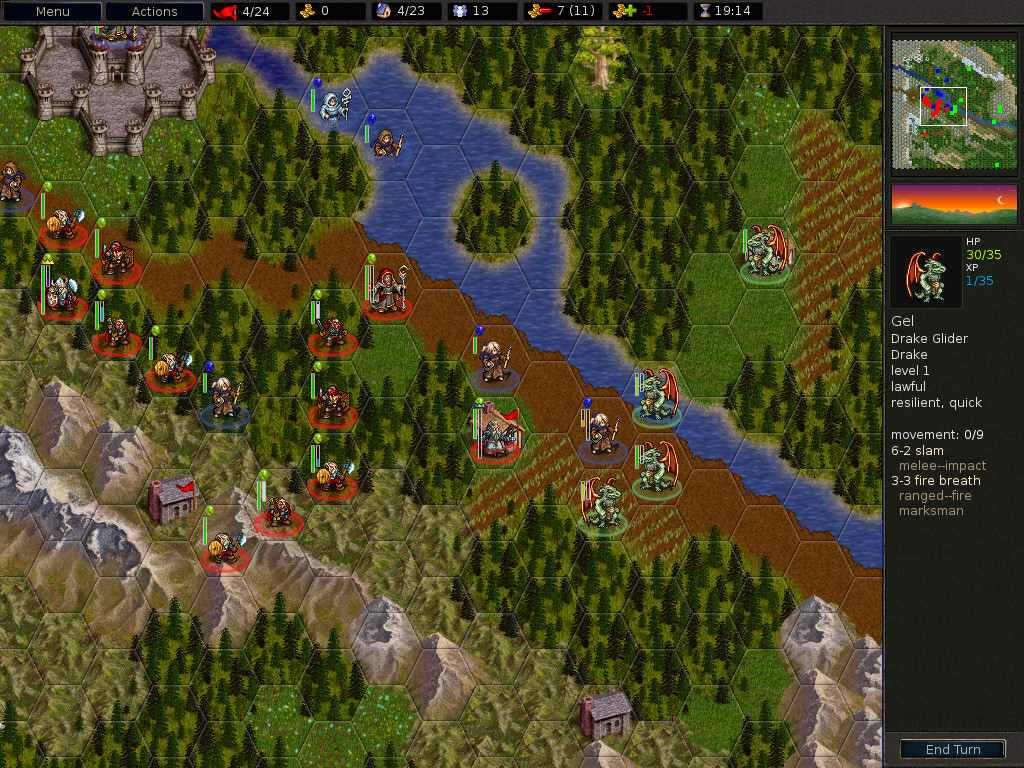
The Battle for Wesnoth, um jogo de computador baseado em uma grade hexagonal

Um mapa hexagonal, tabuleiro hexagonal ou grade hex hexagonal (em inglês, hexgrid) é um design de jogos de tabuleiro comumente usado em wargames de todas as escalas. O mapa é dividido em pequenos hexágonos regulares de tamanho idêntico.

## Vantagens e desvantagens

Comparação de nódulos de um mapa hexagonal com um quadrado

A principal vantagem de um mapa hexagonal sobre um mapa tradicional com uma grade quadrada é que a distância entre o centro de cada célula hexagonal (ou hex) e o centro de todos os seis hexágonos adjacentes é constante. Em comparação, em mapas que usam uma grade quadrada, a distância do centro de cada célula quadrada para o centro das quatro células adjacentes na diagonal que compartilham um canto com a célula analisada é maior do que a distância para o centro das quatro células adjacentes que compartilham uma aresta com a mesma (uma relação de diferença de 1 para √2). A distância constante de um mapa hexagonal é desejável para os jogos em que a medição do movimento é um fator. A outra vantagem é o fato de que as células vizinhas sempre compartilham as arestas; não há duas células com contato em apenas um ponto no canto.
Uma desvantagem de um mapa hexagonal é que os hexágonos têm células adjacentes em apenas seis direções ao invés de oito, como em um mapa com grade quadrada. Comumente, as células formam linhas retas contínuas "cima" e "baixo", ou "norte" e "sul", caso em que as outras quatro células adjacentes ficam nas direções "noroeste", "nordeste", "sudoeste" e "sudeste". Como resultado, nenhuma célula hexagonal tem um célula adjacente directamente a "leste" ou "oeste", fazendo o movimento em uma linha reta no sentido leste ou oeste um pouco mais complicado (em zigue-zague) do que em um mapa com grade quadrada; uma vez que duas direções são ortogonais, é impossível avançar em uma direção sem se mover ligeiramente para trás na outra.

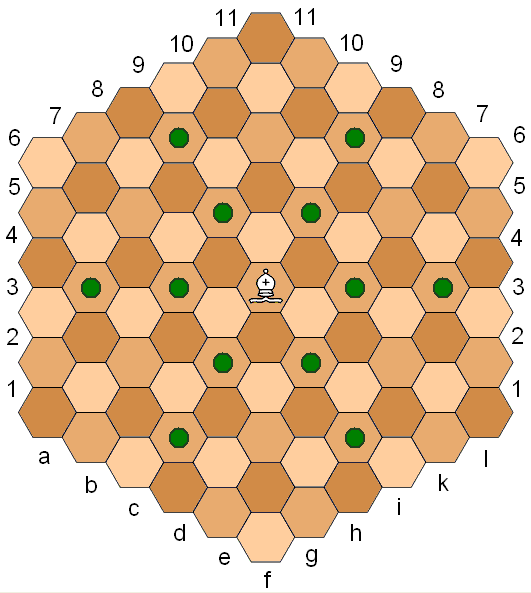
Um tabuleiro de xadrez hexagonal, mostrando o sistema de três cores e os movimentos diagonais de um bispo.

Jogos que utilizam tradicionalmente as quatro direções, de outra forma se adequam a uma grade quadrada, podem adaptar-se a uma grade hexagonal de diferentes maneiras. Por exemplo, o xadrez hexagonal substitui as quatro direções do movimento ortogonal (em linhas e colunas) com os seis sentidos para as células adjacentes, através das arestas das células. As quatro direções de movimento diagonal são igualmente substituídas com os seis sentidos que se encontram através dos vértices das células; estes movimentos "diagonais" percorrem através das arestas entre um par de células adjacentes antes de chegar a outra célula. Uma grade de três cores auxilia na visualização deste movimento, uma vez que preserva a propriedade do tabuleiro tradicional onde as peças que estão se movendo na diagonal só podem caminhar pela mesma cor.

## Usos
O mapa hexagonal tem sido o favorito para os criadores de jogos desede 1961 quando, Charles S. Roberts da companhia de jogos Avalon Hill publicou a segunda edição do jogo Gettysburg com uma mapa hexagonal. Charles se inspirou nas instalações da Rand para jogos que tinham o formato hexagonal e a trouxe para os wargames. Esta foi uma das grandes contribuições de Roberts para o hobby de wargames. A grade hexagonal é uma característica distintiva dos jogos de muitas editoras wargames, e alguns jogos outros (como o Descobridores de Catan).
O mapa hexagonal também tem sido popular em mapas de lugares selvagens de jogos de RPG. Eles foram usados nas coletânias Dungeons & Dragons dos anos 80 e produtos relacionados a TSR. A GDW também utilizou um mapa com grade hexagonal no mapeamento do espaço para o seu RPG de ficção-científica Traveler.
Uns poucos jogos abstratos são jogados em uma grade hexagonal, como os seis jogos da série GIPF bem como o jogo Hex e o game show de televisão baseado nele, Blockbusters. Diversas variantes do xadrez também foram inventados para tabuleiros hexagonais.
Os primeiros exemplos de jogos eletrônicos de estratégia que usam mapas hexagonais incluem o Nobunaga's Ambition e o jogo Military Madness de 1989 (a primeira entrada na série Nectaris) Enquanto as quatro primeiras edições do jogo popular Civilization usavam mapas quadrados, o Civilization V usa mapas hexagonais.